# Hropotova, Cemerivți
Hropotova (în ucraineană Хропотова) este o comună în raionul Cemerivți, regiunea Hmelnîțkîi, Ucraina, formată numai din satul de reședință.

## Demografie
Componența lingvistică a comunei Hropotova
     Ucraineană (99,46%)
     Alte limbi (0,43%)
Conform recensământului din 2001, majoritatea populației comunei Hropotova era vorbitoare de ucraineană (99,46%), existând în minoritate și vorbitori de alte limbi.